# Guðmundur Kristjánsson
Guðmundur Kristjánsson (Kópavogur, 1º marzo 1989) è un calciatore islandese, centrocampista dello Stjarnan.

## Carriera

### Club
Dal 2007 ha giocato al Breidablik di Kopavogur con cui nel 2009 ha vinto la coppa d'Islanda e nel 2010 il campionato islandese. Il 25 marzo 2012 si è trasferito in prestito ai norvegesi dello Start.
Il 19 ottobre 2017, l'FH Hafnarfjörður ha reso noto d'aver ingaggiato Kristjánsson, in vista della stagione successiva.

### Nazionale
Con la nazionale maggiore islandese ha finora marcato 5 presenze senza segnare reti.